# Gradenje
Gradenje je naselje u slovenskoj Općini Šmarješke Toplice. Gradenje se nalazi u pokrajini Dolenjskoj i statističkoj regiji Jugoistočnoj Sloveniji. 

## Stanovništvo
Prema popisu stanovništva iz 2002. godine naselje je imalo 28 stanovnika.